# ورم أرومي ليفي عضلي ثديي
الْوَرَمُ الْأَرُومِيُّ اللِّيفِيُّ الْعَضَلِيُّ الثَّدْيي هُوَ وَرَمُ حَمِيدُ نَادِرُ فِي الثَّدْي.

## الأعراض
هَذِهِ الْأَوْرَامُ عُبَّارَةٌ عَنْ كَتَلَ غَيْرُ مُؤْلِمَةٍ تَظْهَرُ عَلَى شَكْلٍ كَتَلٍّ بِالثَّدْي وَيُمْكِنُ الْعُثُورُ عَلَيْهَا فِي تَصْوِيرِ الثَّدْي الشُّعَاعِيِّ.

## التشخيص
يَعْتَمِدُ التَّشْخِيصُ عَلَى الْفَحْصِ تَحْتَ الْمِجْهَرِ مِنْ قَبْلَ أَخِصَائِيَّ علم الأمراض. قَدْ تَكُونُ النَّتَائِجُ الْإِشْعَاعِيَّةُ مُوحِيَةٌ، لِأَنَّ هَذِهِ الْأَوْرَامِ مُقَيَّدَةَ جِيدًا وَخَالِيَةً مِنَ التَّكَلُّسَاتِ.

## علم الأمراض
الْوَرَمُ الْأَرُومِيُّ اللِّيفِيُّ الْعَضَلِيُّ الثَّدْي، تَمَّ وَصْفُهُ لِأُولِ مَرَّةً بَوَاسِطَة وارغوتز ات آل. يتكون مَنْ خَلَاَيَا رَقيقَةٍ مِغْزَلِيَّةٍ مُرَتَّبَةٍ فِي حَزْمِ مَعَ حَزْمِ سَمِيكَةِ مُتَنَاثِرَةِ مِنَ الكولاجين. عَادَةٌ مَا يُتْمِ صِبْغِهِ بِاِسْتِخْدَامِ برُوتِينِ ديزمين وَبرُوتِينً CD34.

فِي الْمَوَاقِعِ خَارِجَ الثَّدْي، يُعَرِّفُ الْوَرَمُ بَاسِمُ الْوَرَمِ الْأَرُومِيِّ اللِّيفِيِّ الْعَضَلِيِّ مِنَ النَّوْعِ الثَّدْيِيِّ، وَقَدْ يَتَدَاخَلُ كِيميَائِيًّا مُنَّاعيا وَنَسِيجيا مَعَ الْوَرَمِ الشَّحْمِيِّ مِغْزَلِيَّ الْخَلَاَيَا.

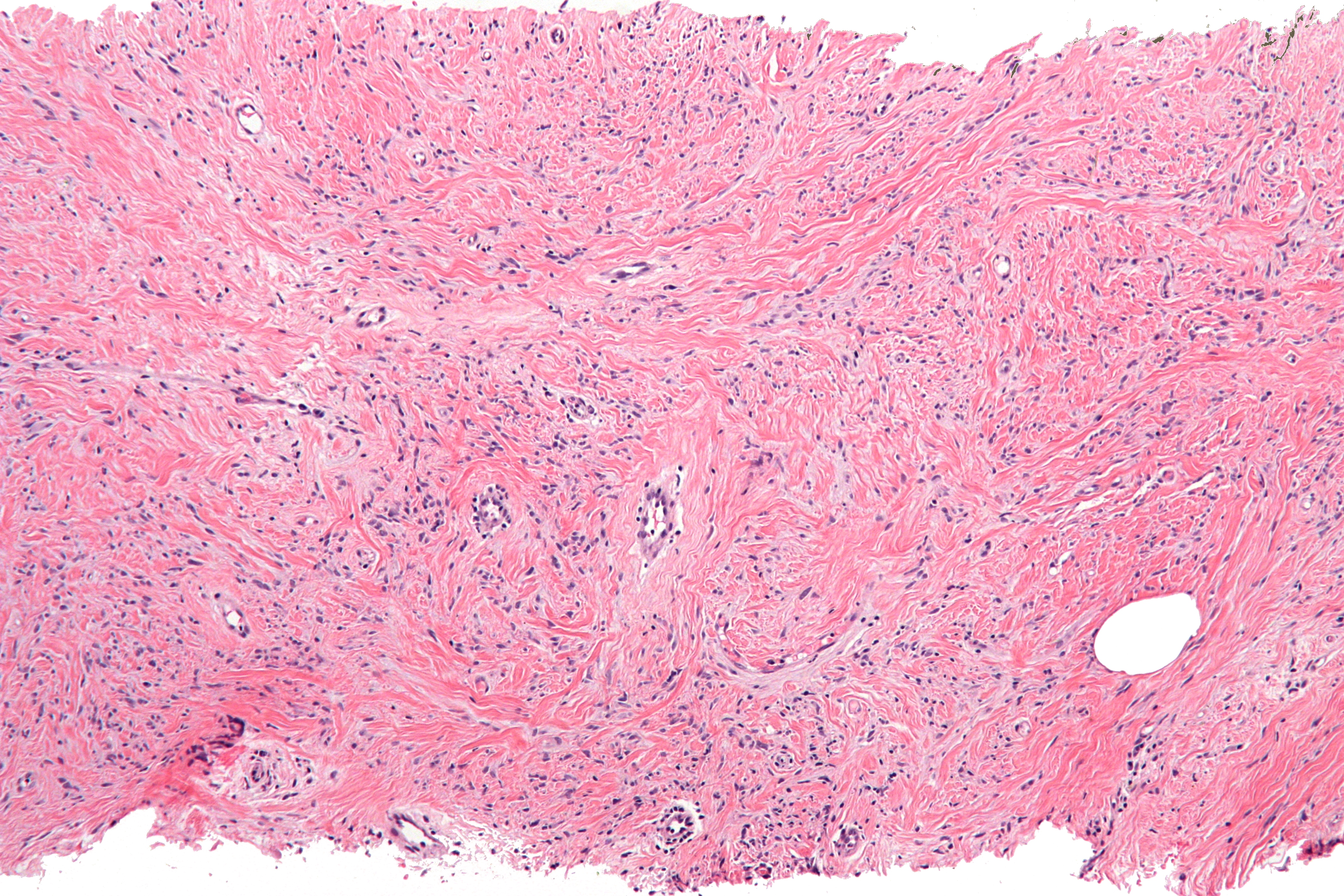
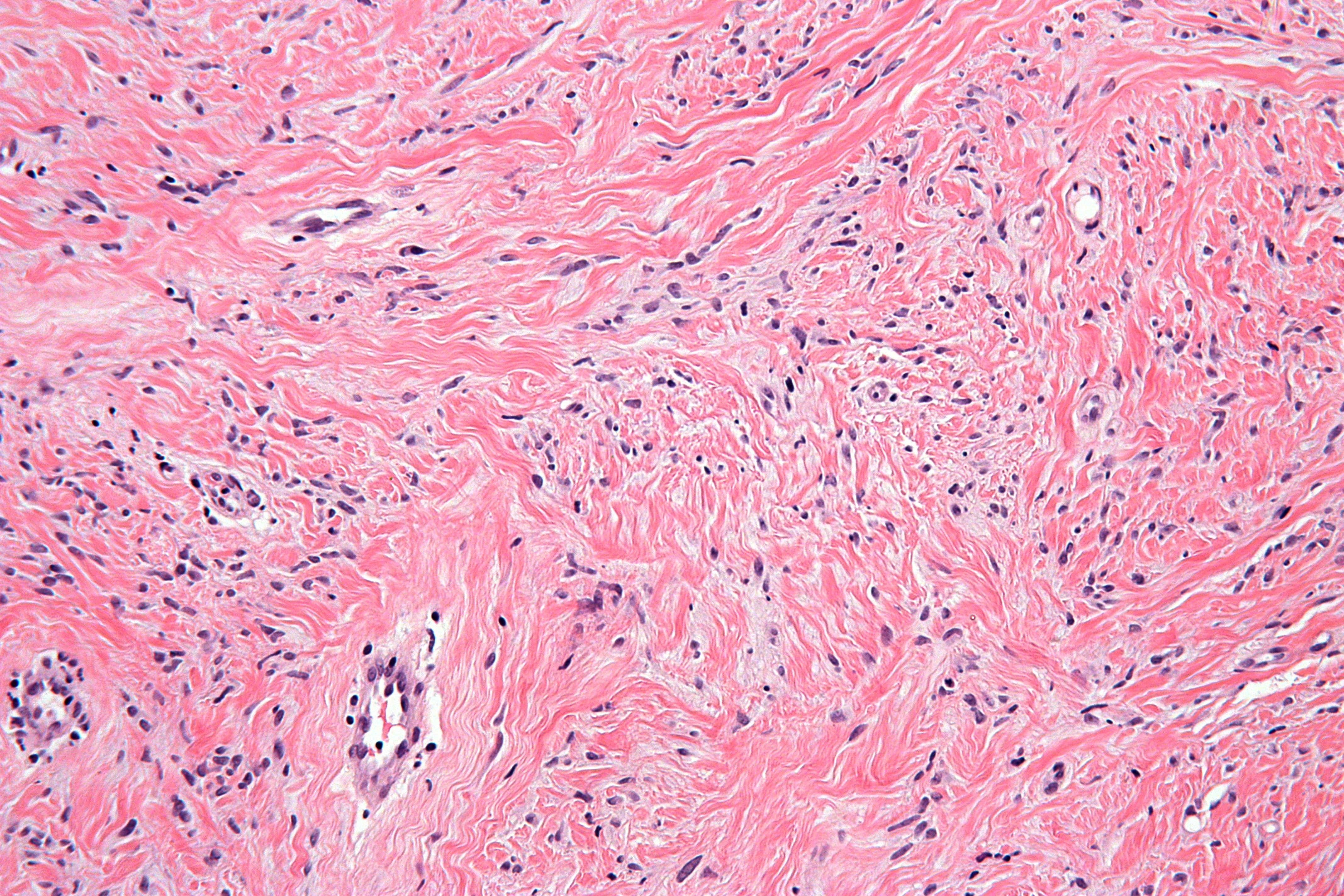

## العلاج
يَتِمُّ الشِّفَاءُ مِنَ الْوَرَمِ الْأَرُومِيِّ اللِّيفِيِّ الْعَضَلِيِّ الثَّدْيِيِّ إِذَا تَمِّ اِسْتِئْصَالِهِ بِالْكَامِلِ.